# Krátkonožka evropská
Krátkonožka evropská (Ablepharus kitaibelii, Bibron & Bory, 1833) je drobný scink a jediný středoevropský zástupce čeledi scinkovití (Scincidaee).

## Popis
Samci dosahují přibližné délky 7–11 cm, samice 6–9 cm. Do určité míry se podobá vzdáleně příbuznému slepýši křehkému, ale na rozdíl od něj má vyvinuty čtyři končetiny a její oči nemají víčka.
Krátkonožka je vejcorodá, klade obvykle 2-4 vejce, která dosahují na délku velikosti 0,6-0,8 cm. Tak neobvykle velké rozměry jsou dány tím, že po nakladení do sebe absorbují vzdušnou vlhkost.

## Areál rozšíření
Vyskytuje se na Balkánském poloostrově a zasahuje až do střední Evropy. Nejblíže k Česku ji lze nalézt v nejjižnější části Slovenska.